# 8003 Kelvin
För andra betydelser, se Kelvin (olika betydelser).
8003 Kelvin eller 1987 RJ är en asteroid i huvudbältet som upptäcktes den 1 september 1987 av den belgiske astronomen Eric W. Elst vid La Silla-observatoriet. Den är uppkallad efter den brittiske fysikern, Lord Kelvin.
Asteroiden har en diameter på ungefär 5 kilometer.